# Иван Куртић
Иван Куртић (Ниш, 1983) је српски певач ромског порекла и победник прве сезоне такмичења Пинкове звезде. Објавио је један студијски албум, а такође је неколико пута учествовао на Беовизији. Ожењен је и има троје деце. Брат му је Душан Куртић, такође певач.

## Дискографија

### Албуми
- Спавај кучко (2016, Сити Рекордс)[3]

### Синглови
- Понос (2015)
- Сајбија (2016)
- Преврнућу свет (2016)
- Дивља ружа (2016)
- Теби оче (2017)
- Тражи те дан (са Наташом Матић) (2017)
- Ни сунца ни месеца (2018)
- Не куни се у мене када лажеш (2019)
- Бела (2019)[4]
- Црвени ферари (2019)
- Чувај ми се кћери (са Драгијем Домићем) (2019)
- Ма нема проблема (са Барбикама, Пачкареом и Љубом Аличићем) (2019)
- Обичан човек (2019)
- А ти нећеш не (2020)
- Сабајле (са Мистик Челом) (2020)
- Шака лака са парама (са Ђогани и Ћаном) (2022)
- Таши танана (са Душаном Куртићем) (2022)
- Мелодрама (са Мехом Радовићем) (2023)
- Оригинал копија (са Сандром Александровом) (2023)
- Ви сте моја крила (2023)
- Песма за њу (2023)
- Халали (2023)

## Фестивали
Беовизија:
- Ни сунца ни месеца, Беовизија 2018, 6. место
- Бела, Беовизија 2019, 6. место
- Сабајле (са Мистик Челом), Беовизија 2020, није се пласирао у финале